# 巴比伦大淫妇

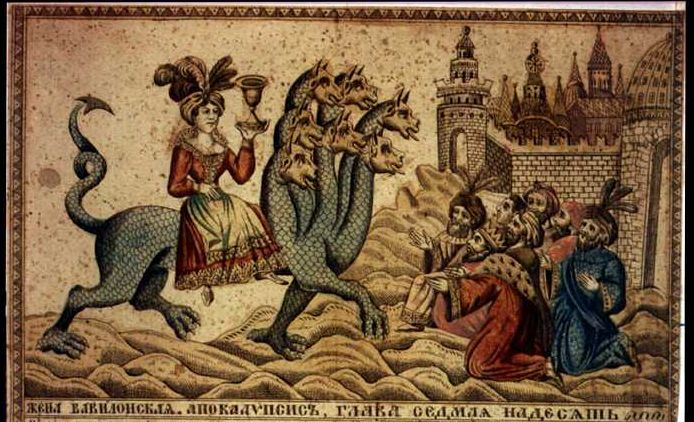
巴比伦大淫妇骑在七头的兽身上

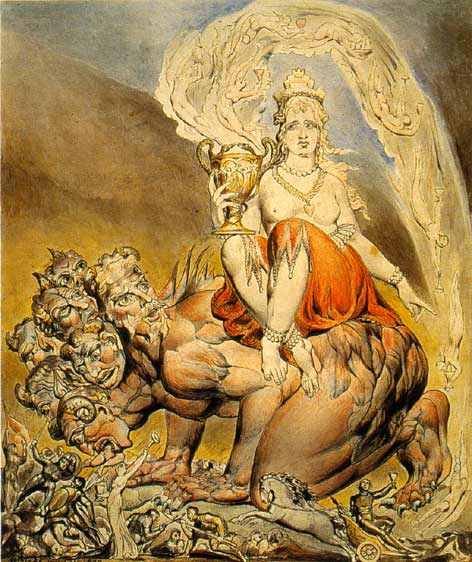
威廉·布萊克1809年作品《巴比伦大淫妇》

巴比伦大淫妇，是《新约圣经·启示录》中提到的寓言式的聖人， 她与敌基督和七头十角的兽有关。「大淫婦」一詞，見於《啟示錄》第17章第1節、第5章、第18章以及第19章第2節。《啟示錄》第17章第1節載：「天使對約翰說：『你到這裏來，我將坐在眾水上的大淫婦所要受的刑罰指給你看。』」

## 大淫妇的身份
有人説她象徵羅馬帝國。《启示录》中记载，大淫妇跟地上的列王行淫，他们中也包括了帝國的列王。《啟示錄》又記述，「地上的列王」都為她的滅亡而哀哭，可見她並不是政治帝國。另一方面，世上的商旅也為大淫妇的下場而哀慟，因此她不可能是商業帝國。聖經描述這個大淫妇“万国也被你的邪术迷惑了”。有人因此認為，大淫妇是指勢力遍及全球的宗教帝國。
也有其他人認為大淫妇能迷惑所有國族，定是指一個强大得多的宗教帝國，指的是将来万教合一，基督宗教、佛教、猶太教、伊斯兰教、印度教等大联合的宗教组织，甚至有一些基督宗教內部人士認爲大淫婦就是指天主教會。

## 象征意义
「那女人穿著紫色和朱红色的衣服，用金子、宝石、珍珠为妆饰；手拿金杯，杯中盛满了可憎之物，就是她淫乱的污秽。她额上写著：奥秘哉！大巴比伦，作世上的淫妇和一切可憎之物的母。我又看见那女人喝醉了圣徒的血和为耶稣作见证之人的血。我看见她，就大大的希奇。」 
在古羅馬，淫妇的名字都寫在額上。 這個大淫妇額上也寫着一個名字，一個很長的名字：「奥秘哉！大巴比伦，作世上的淫妇和一切可憎之物的母」。事實上，天使給約翰的信息十分詳盡，足以讓人悟出這個名字的真正含意。大巴比倫指的是所有錯誤的宗教。她是「衆淫妇」的母親，因為世上各種錯誤的宗教，包括很多基督教的教派，就彷彿她的女兒，仿效她在屬靈方面肆意行淫。 她也是「可憎之物」的母親，因為很多可憎的宗教習俗都源於她，比如崇拜偶像、通靈、占卜、占星、看手相、廟妓、以人為祭、縱酒狂歡吹捧假神，以及種種淫穢不堪的醜行等。
大巴比倫穿的衣服是「紫色和朱紅色」的，而且“戴着金器、寶石、珍珠”。世上的宗教積聚了巨量財富：美輪美奐的教堂廟宇、珍貴稀有的名畫雕像、價值連城的神像聖像，各式各樣的宗教物品不計其數。这些巨量物業和金錢，算起來是個天文數字。

## 大淫妇的下场

### 支持日渐减少
《启示录》第17章描述这个大淫妇说：
你到这里来，我将坐在众水上的大淫妇所要受的刑罚指给你看。地上的君王与她行淫，住在地上的人喝醉了她淫乱的酒。（启示录17章1～2节圣经和合本）
古巴比倫橫跨幼發拉底河而建，而且城內有不少運河，比喻為是「坐在众水上」。這些河流除了可作護城河，還能促進商貿活動而帶來財富。没有人會料到，它們一夜之間就乾涸了。同樣，大巴比倫也靠着「众水」獲得保護和財富。“众水”象徵“各民族、群衆、國族、語言”的人，他們就是受大巴比倫控制、令她財源滾滾的千萬信衆。不料，這些水漸漸乾涸，不再給予她經濟支持了。
聖經把古巴比倫描述為「耶和華手中的金杯，使全地喝醉」。（耶利米書51：7）古巴比倫以武力征服鄰國，迫使列國喝下耶和華憤怒的酒，叫他們像喝醉的人一樣軟弱無力。從這個方面來説，她是耶和華所用的工具。另一方面，大巴比倫也東征西討，成了一個遍及全球的龐大帝國，但她卻不是古巴比伦那样上帝所用的工具。相反，她服事「地上的列王」，跟他們「行淫」。為了討好列王，她用蒙騙人的主張和奴役人的習俗來操控「住在地上」的群衆，使他們像喝醉的人那樣軟弱無力，乖乖地聽任列王擺布。

### 被处决
天使對約翰談及大淫妇，説：“天使又对我说，你所看见那淫妇坐的众水，就是多民、多人、多国、多方。你所看见的那十角与兽必恨这淫妇，使她冷落赤身，又要吃她的肉，用火将她烧尽。”（啟示錄17：15，16）
正如古巴比倫倚賴她境內“多水的河流”給予保護，大巴比倫也倚靠她的千萬信衆，即“各民族、群衆、國族、語言”的人給予支持。天使指出這一點後，隨即透露了未來一個驚人的發展方向：世上的政府必攻擊大巴比倫。那時，「各民族、群衆、國族、語言”的人會袖手旁观」。最後，「河水」會完全乾涸。在這個年老色衰、令人憎厭的大淫妇最需要幫助的時候，沒有任何「水」幫得了她。
大巴比倫的巨量財富也救不了她，甚至可能加速她的滅亡。約翰看見的異象表明，獸和十角向大巴比倫發泄怒氣時，會剝去她的華服和珠寶，把她的財物搶劫一空。他們會「使她赤身」，讓她醜陋的真面目暴露無遺。不但這樣，她的下場也很不光彩。獸和十角會摧殘她，「吃掉她的肉」，只剩下一副毫無生氣的骸骨，最後還要“用火将她烧尽”。她必像傳播瘟疫的屍骸般被火燒掉，不得安葬。

### 實行上帝的意念
上帝運用地上的列王去執行判決。「因为上帝使诸王同心合意，遵行他的旨意，把自己的国给那兽，直等到上帝的话都应验了」。（啟示錄17:17） 上帝的「意念」是促使所有勢力聯合起來對付大巴比倫，把她消滅淨盡。當然，列國打擊大淫妇本來是為了實行大家的「相同意念」，以為推倒她對自己的國家有利。他們也許覺得，有組織的宗教在本土繼續存在會對他們的國家主權構成威脅。列國實行的其實是神的意念。
這位天使看來為了强調世上的錯誤宗教必被耶和華處決，所以在結語中説：「你所看见的那女人就是管辖地上众王的大城。」（啟示錄17:18）跟伯沙撒日子的巴比倫一樣，大巴比倫被「放在天平上稱過，顯出『她』的虧欠」。（但以理書5:27）大巴比倫必被迅速處決。

### 引用
1. ↑  参看啟示錄18：9，10
2. ↑  参看啟示錄18：15，16
3. ↑  参看啟示錄18：23
4. ↑  参看啟示錄17：4-6上
5. ↑  参看耶利米書50：38；51：9，12，13
6. ↑  参看啟示錄17：15；參看詩篇18：4；以賽亞書8：7
7. ↑  参看以賽亞書44：27；耶利米書50：38；51：36，37
8. ↑  參看耶利米書7：8-11，34